# Agata Słowak
Agata Słowak (ur. 1994, Busko-Zdrój) – polska malarka, autorka obiektów i instalacji.
Laureatka Paszportu „Polityki” w 2022 w kategorii Sztuki wizualne.

## Życiorys
Agata Słowak urodziła się w 1994 roku. Absolwentka ASP w Warszawie, gdzie w roku 2019 obroniła pracę dyplomową zatytułowaną Jestem piękna, jestem wielką artystką!. Dyplomowy projekt artystki otrzymał główną nagrodę w uczelnianym konkursie najlepszych dyplomów warszawskiej ASP Coming Out (obecnie przemianowanym na OutComing). W ramach pracy dyplomowej Słowak stworzyła serię obrazów oraz aneks w postaci instalacji Feministka – współczesna czarownica, której główny element stanowiły szyte na maszynie lalki wykonane z tkanin.
Uważana jest za jedną z najbardziej cenionych polskich malarek młodego pokolenia. W swojej twórczości konsekwentnie porusza tematykę feministyczną oraz odnosi się zarówno do tradycji, jak i współczesnych problemów społecznych i sytuacji kobiet.
Artystka mieszka i pracuje w Warszawie.

## Nagrody
2022 – Paszport „Polityki” w kategorii Sztuki wizualne

## Wystawy[2]

### Wystawy indywidualne
- 2022 – Tylko nasze stany, Fundacja Galerii Foksal, Warszawa[5]

- 2018 – Nikt nie rodzi się kobietą, Buskie Samorządowe Centrum Kultury, Busko-Zdrój

### Wystawy zbiorowe
- 2024 – Chcemy całego życia. Feminizmy w sztuce polskiej, PGS w Sopocie[6]

- 2022 – Niepokój przychodzi o zmierzchu, Zachęta Narodowa Galeria Sztuki, Warszawa; Siedem etapów życia kobiety. Malarstwo polskich artystek, Miejska Galeria Sztuki w Łodzi; Stowarzyszenie skojarzeń, Fundacja Dzielna, Warszawa; Kto napisze historię łez. Artystki o prawach kobiet, Muzeum Sztuki Nowoczesnej w Warszawie; Złe relacje, Galeria Salon Akademii, Warszawa[7]
- 2021 – What Do You See, You People, Gazing At, Sadie Coles HQ, Londyn; Mainly for Women, SCAD Museum of Art, Savannah, Georgia,
- 2020 –  Płaca za pracę domową, Fundacja Galerii Foksal, Warszawa[3]
- 2019 – Farba znaczy krew. Kobieta, afekt i pragnienie we współczesnym malarstwie, Muzeum Sztuki Nowoczesnej w Warszawie[4]; Figuracja teraz, Miejski Ośrodek Sztuki w Gorzowie Wielkopolskim; Nie ma miłości, Galeria Salon Akademii, Warszawa